# مونیکا لینکته
مونیکا لینکته (به انگلیسی: Monika Linkytė) (زاده ۳ ژوئن ۱۹۹۲) خواننده اهل لیتوانی است.
او در مسابقه آواز یوروویژن ۲۰۱۵ به همراه وایداس بائومیلا نماینده لیتوانی بود.
او همچنین نماینده لیتوانی در یوروویژن ۲۰۲۳ بود.